# Esfagnes
Els esfagnes (Sphagnum) són un gènere de molses, l'únic de la família Sphagnaceae i de la subclasse Sphagnidae. Inclou unes fins a 200 espècies.
Els esfagnes són calcífugs, és a dir, viuen en sòls amb pHs baixos, àcids. Formen extensos tapissos sobre la superfície dels quals van creixent durant anys successius i van morint per la base fins a transformar-se en torba.
A les parets cel·lulars dels esfagnes s'acumulen substàncies similars a la lignina.

## Reproducció
Els esfagnes generen espores tetraèdriques que germinen en presència de determinats fongs micorrízics per a generar un protonema no filamentós, un tal·lus petit i lobulat format per un únic estrat cel·lular i aprovisionat de rizoides filamentosos. El tal·lus genera, normalment, un únic gametòfit amb un conjunt de rizoides a la base.